# Artículo 155 de la Constitución española de 1978

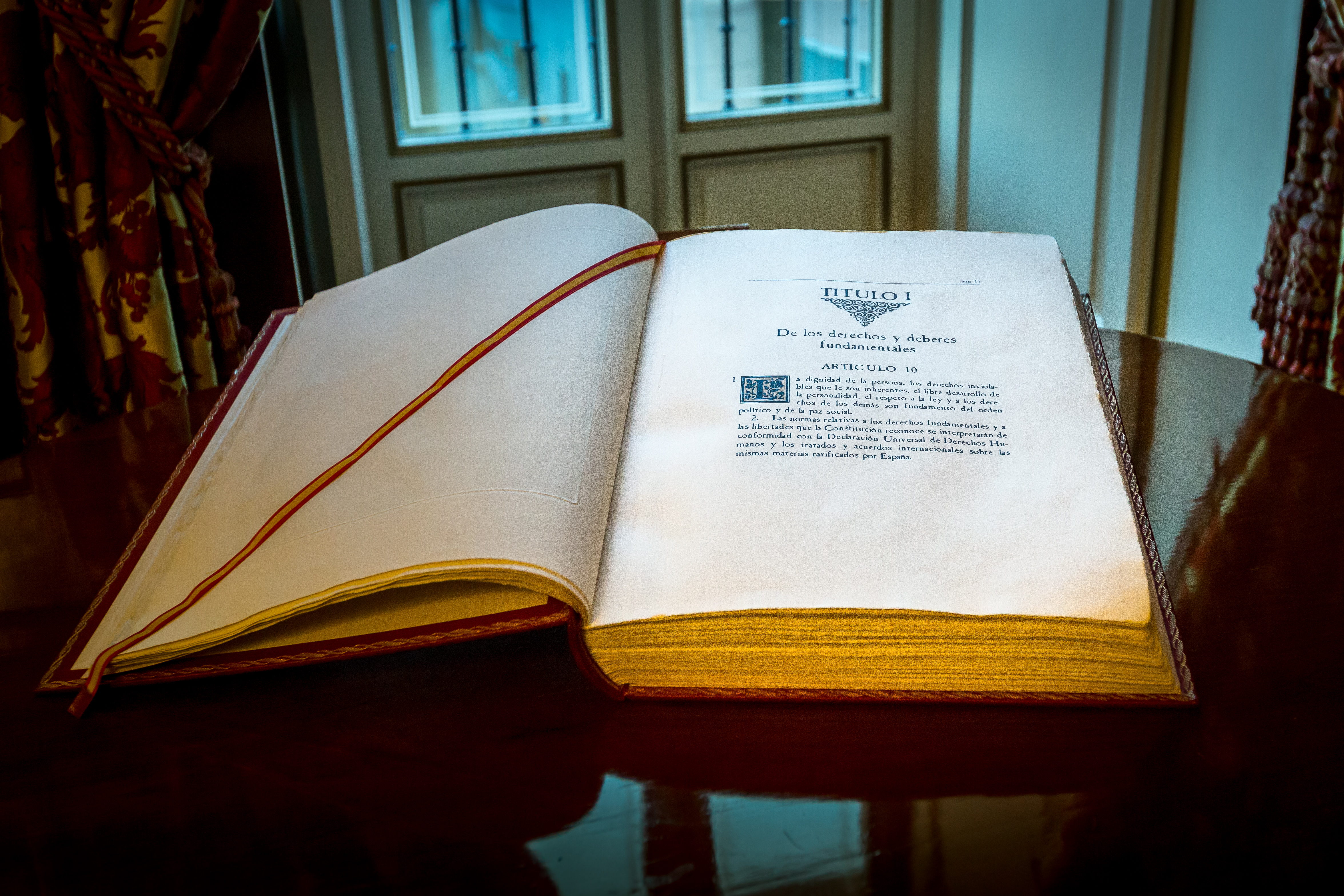
Ejemplar de la Constitución española de 1978 expuesto en el palacio del Senado. En esta Cámara es donde se tramita la aplicación del artículo 155.

El artículo 155 de la Constitución española de 1978 es un artículo que dota al Estado de un mecanismo coactivo para obligar a las comunidades autónomas que incumplan las obligaciones impuestas por la Constitución española de 1978 u otras leyes, o que atenten gravemente contra el interés general de España, al cumplimiento forzoso de dichas obligaciones o a la protección del mencionado interés general. Está incluido en el Título VIII (De la Organización Territorial del Estado), Capítulo tercero (De las Comunidades Autónomas).
El precepto se inspira claramente en la figura de la llamada "coerción federal" (Bundeszwang), prevista en el artículo 37 de la Ley Fundamental de Bonn (Constitución alemana). Tal inspiración se advierte incluso de manera inequívoca en la redacción del artículo 155, que coincide en lo esencial con la dicción literal del precepto constitucional alemán.
En una sentencia del 5 de julio de 2019, el Tribunal Constitucional, tras avalar la aplicación del artículo 155 en Cataluña, estableció los límites y condiciones de su aplicación. En la sentencia se decía que el artículo 155 solo es "un remedio excepcional y subsidiario" que debe aprobarse especificando un "límite temporal". "No cabe una suspensión general y permanente del régimen de autogobierno fundado en la Constitución y el Estatuto, pues se contravendría el derecho a la autonomía que la Constitución garantiza", añadía la sentencia.

## Artículo
El artículo 155 está redactado como se muestra a continuación:

1. Si una Comunidad Autónoma no cumpliere las obligaciones que la Constitución u otras leyes le impongan, o actuare de forma que atente gravemente al interés general de España, el Gobierno, previo requerimiento al Presidente de la Comunidad Autónoma y, en el caso de no ser atendido, con la aprobación por mayoría absoluta del Senado, podrá adoptar las medidas necesarias para obligar a aquélla al cumplimiento forzoso de dichas obligaciones o para la protección del mencionado interés general.
2. Para la ejecución de las medidas previstas en el apartado anterior, el Gobierno podrá dar instrucciones a todas las autoridades de las Comunidades Autónomas.

Artículo 155, Constitución española de 1978

Se inspira casi de forma literal en el artículo 37 de la Ley Fundamental de Bonn (la actual Constitución de Alemania), conocido como vía coactiva federal (Bundeszwang), que dice lo siguiente:

1. Si un Land no cumpliere los deberes federales que la Ley Fundamental u otra ley federal le impongan, el Gobierno Federal, con la aprobación del Bundesrat, podrá adoptar las medidas necesarias para obligar al Land al cumplimiento de dichos deberes por vía coactiva federal.
2. Para la ejecución de las medidas federales coactivas, el Gobierno Federal o su representante tiene el derecho de impartir instrucciones a todos los Länder y a las autoridades de los mismos.

Artículo 37, Ley Fundamental para la República Federal de Alemania

En el caso de la Constitución española, se necesita un requerimiento previo al presidente de la comunidad autónoma, y solo en el caso de no ser atendido, el Gobierno podrá solicitar del Senado la autorización. Igualmente la Constitución española habilita al Gobierno a intervenir también en el caso de que se atente gravemente al interés general de la Nación, aunque la comunidad autónoma no haya incumplido sus obligaciones legales.

## Tramitación e implicaciones
La aplicación del artículo 155 no es inmediata. El procedimiento está recogido en el artículo 189 del Reglamento del Senado y se estima que su tramitación puede requerir unos días o incluso semanas. Para su puesta en marcha, es necesario que el Gobierno realice un requerimiento al presidente de la comunidad autónoma en cuestión para que cumpla, en un plazo determinado, unas medidas específicas, motivadas o fundadas en derecho, detallando en qué consiste el incumplimiento que se imputa. Si la comunidad autónoma no atendiese el requerimiento, el Gobierno debe enviar al presidente del Senado una propuesta con las medidas concretas que se plantean, para que puedan ser debatidas en la Comisión General de Comunidades Autónomas o en una comisión mixta que el Senado cree al efecto. A su vez, el Senado debe pedir al presidente autonómico afectado las alegaciones que considere oportunas, y la propuesta final se debe aprobar con la mayoría absoluta del Pleno.
El artículo 155 no contempla la suspensión de una autonomía de forma explícita, pero sí que permite al Gobierno la impartición directa de instrucciones a las autoridades de ésta, la suspensión de acuerdos o resoluciones de sus órganos, la aplicación de medidas económicas de bloqueo o presión, o la suspensión de convenios entre el Estado y la autonomía.
Algunos expertos aseguran que existen otras alternativas antes de recurrir al artículo 155, como la aplicación de la Ley de Seguridad Nacional o la declaración de los estados de alarma, excepción o sitio, recogidos en el artículo 116 de la Constitución.

## Aplicación
El requerimiento al presidente de una comunidad autónoma para el cumplimiento de la Constitución o restablecimiento del interés general, se ha realizado en dos ocasiones: en 1989 a Canarias y en 2017 a Cataluña. De estas dos ocasiones, solo en el caso de Cataluña se llegó a aplicar.

### Canarias en 1989
En febrero de 1989, el gobierno de Felipe González realiza un requerimiento al presidente de Canarias, Lorenzo Olarte, por no aplicar el descreste arancelario a los productos provenientes de la entonces Comunidad Europea, lo que implicaba un recorte al régimen económico y fiscal del archipiélago. El Gobierno canario atendió el requerimiento y, por tanto, no fue necesario aplicar el artículo.

### Cataluña en 2017
En el marco de la Ley del referéndum de autodeterminación de Cataluña, suspendida por el Tribunal Constitucional, la Generalidad de Cataluña convocó un referéndum de autodeterminación que se celebró de manera ilegal el 1 de octubre de 2017. 
Como resultado, el presidente de la Generalidad de Cataluña, Carles Puigdemont, proclamó (y acto seguido suspendió) la República Catalana en una declaración realizada el 10 de octubre en el Parlamento de Cataluña.
Al día siguiente, el Gobierno de España, bajo la presidencia de Mariano Rajoy, requirió al presidente de la Generalidad que aclarase si dicha proclamación se trataba de una declaración unilateral de independencia. Tras no responder con claridad, el Consejo de Ministros acordó una batería de medidas para intervenir Cataluña que se aprobaron en el Senado el 27 de octubre, al mismo tiempo que el Parlamento catalán proclamaba la República Catalana. Esa misma noche, Mariano Rajoy destituyó por completo al gobierno de la Generalidad, disolvió el Parlamento de Cataluña y convocó elecciones autonómicas catalanas para el 21 de diciembre.